# Æthelstan af East Anglia
Æthelstan af East Anglia var en angelsaksisk konge over East Anglia i 800-tallet. Ligesom med de øvrige konger over East Anglia, så findes der kun ganske få skriftlige kilder til hans liv. Æthelstan har dog fået slået mange mønter både med og uden portræt, og disse er brugt som arkæologiske kilder til hans regeringstid.
Det er blevet foreslået, at Æthelstan sandsynligvis var den konge, der besejrede og dræbte de mercianske konger Beornwulf (død 826) og Ludeca (død 827). Han har muligvis forsøgt at tage magten i East Anglia ved Coenwulfs død i 821. Hvis dette er tilfældet, så blev han tilsyneladende besejret af Coenwulfs efterfølger Ceolwulf.
Slutningen på Æthestans regeringstid er et sted i 840'erne. Han blev efterfulgt af Æthelweard.